# ليليان رولف
ليليان فيرا رولف (بالفرنسية: Lilian Rolfe)‏ (26 أبريل 1914- 5 فبراير 1945) كانت عميلة سرية للحلفاء أثناء الحرب العالمية الثانية.

## سيرة الذاتية
كانت ليليان لها اخت تؤام تدعى هيليان فيدورا رولف؛ ووالدهن هو جورج رولف، محاسب قانوني يعمل في باريس. برغم إنهن ترعرعن في باريس، فقد ذهبن إلى إنجلترا لتعلم اللغة الإنجليزية في مدرسة صيفية عندما كانتا في السابعة من عمرهن ومرة أخرى في الحادية عشر من عمرهن، إلا إنهن يتحدثان الفرنسية في المنزل. عندما بلغت ليليان 17، أصيب والدها بحمى صدرية أثناء زيارته لعائلة إنجليزية. وفي عام 1930، انتقلت العائلة إلى البرازيل لأسباب مهنية وأكلمت كل من ليليان وهيلان الدراسة هناك. بعد ذلك عملت ليليان في السفارة الكندية إلا أن عندما بدأت الحرب غيرت جهة عملها إلى السفارة الإنجليزية. وأخذت دورات تدريبية في الاسعافات الأولية وشفرة مورس.

## الحرب العالمية الثانية
في مطلع الحرب العالمية الثانية، عملت ليليان في السفارة البريطانية في ريو دي جانيرو قبل عودتها إلى لندن في عام 1943 للانضمام في القوات الجوية النسائية المساعدة. ولاجادتها اللغة الفرنسية فقد انضمت إلى اللجنة التنفيذية للعمليات الخاصة (SOE)،  حيث تدربت على وظيفة مشغلة راديو لاسلكي.
في 5 أبريل 1944، هبطت بمظلتها بالقرب من مدنية أورليان في فرنسا المحتلة؛ حيث عملت مع جورج ويلكنسون في برنامج «المورخ». كانت طبيعة عملها هي تحويل رسالات المحاربين ورسائل إذاعية مهمة أخرى إلى لندن. بخلاف عملها اللاسلكي، كان من ضمن واجباتها هو عمل تقارير بتحركات قوات الألمانية وتنظيم الأسلحة وإمداد عمليات الإنزال. كما شاركت في عمليات مع أعضاء قوات المقاومة الفرنسية لمجابهة ألمانيا النازية، بالإضافة إلى مشاركتها في قتال بالأسلحة في مدينة صغيرة ويلفا بالقرب من شمال أورليان.
عقب عمليات الإنزال التي تدعى (اليوم- دي)، وبعد مطاردة عنفية أدت إلى ألقاء الغيستابو القبض على قائدها الأعلى. برغم ذلك، تابعت ليليان عملها حتى قُبض عليها في منزل التحويل في بلدية «نرجس» الفرنسية في عام 31 يوليو 1944. وبعد ذلك نُقلت إلى سجن فرين بباريس، وحُقق معها وعُذبت حتى أغسطس 1944، نُقلت حينها إلى معسكر اعتقال رافنسبورغ.  ووفقًا لاعتراف مسئول ألماني بعد نهاية الحرب، كانت ليليان مريضة للغاية ولم تستطع الوقوف.  في عام 5 فبراير لعام 1945، أعدم النازيون ليليان عن عمر يناهز الثلاثون عامًا وتخلصوا من جثمانها في المحرقة.
وأعدم النازيون كذلك ثلاث نساء آخريات من أعضاء اللجنة التنفيذية للعمليات الخاصة في رافنسبورغ وهن دينيسي بلوخ، وسيسيلي ليفورت، وفيوليت زابو.

## تكريم
نحت اسم ليليان رولف في  نصب تذكاري في مقاطعة سري بإنجلترا. وخُصص «بيت ليليان رولف» في منطقة فينسيا بحي لامبيث تكريمًا لذكراها.  كما منحت الحكومة الفرنسية تكريمًا لها بعد وفاتها المنية وسام صليب الجيش، وذلك في مدنية مونتاغريس بإقليم لواريت حينما كانت عميلة، وسُمي اسمها الحركي كشارع «شارع كلوديا رولف». بما إنها كانت من العملاء الذي ضحوا بحياتهم من أجل استقلال فرنسا، فتم ادراج اسمها في قائمة «سجل الشرف» على النصب التذكاري الخاص باللجنة التنفيذية للعمليات الخاصة بفلينسيا في مدينة فلينسيا في إقليم أندر بفرنسا. مثل العديد من العميلات اللتي عملن لفترة قصيرة في الاسعافات الأولية بقسم التمريض عندما التحقت باللجنة التنفيذية للعمليات الخاصة؛ لذلك وُضع اسم ليليان في النصب التذكاري بكنسية سانت بول نايتسبريدج بلندن تكريمًا لها.

|  |  |  |  |  |

| وسام صليب الجيش (فرنسا) | ميدالية حرب مع ذكر اسمها في المراسلات | نجمة فرنسا وألمانيا | نجمة 1939-1945 | رتبة الإمبراطورية البريطانية (عضوة) |
| ----------------------- | ------------------------------------- | ------------------- | -------------- | ----------------------------------- |

## أعمال فنية في الثقافة العالمية
جسدت آن ليون شخصية ليليان رولف في فيلم Carve Her Name With Prideعام 1958.

## ببلوجرافيا
·       بيرل ايسكوت قائد سرب طائرات، Mission Improbable: A salute to the RAF women of SOE in wartime France، لندن، الناشر باتريك استفينز، عام 1991.  رقم دولي معياري للكتاب 1-85260-289-9
·       ليان جونز، A Quiet Courage: Women Agents in the French Resistance، لندن، الناشر ترنس وورلد المحدودة، 1990. رقم دولي معياري للكتاب 0-593-01663-7
·       ماروكس بيني،The Women Who Lived for Danger: The Women Agents of SOE in the Second World War، لندن، الناشر هودر وساتهوتون،2002 رقم دولي معياري للكتاب 0-340-81840-9
·       سارة هيلم، A Life in Secrets: The Story of Vera Atkins and the Lost Agents of SOE، لندن، الناشر أبكوس،2005 رقم دولي معياري للكتاب 978-0-349-11936-6